# جرج زاسلاوسکی
 جرج ام. زاسلاوسکی (انگلیسی: George M. Zaslavsky؛ زاده ۳۱ مه ۱۹۳۵ درگذشته ۲۵ نوامبر ۲۰۰۸) فیزیک‌دان ریاضی اهل روسیه و از پایه‌گذاران فیزیک دینامیکال نظریه آشوب بود.